# Carcinoma linfoepitelial
O carcinoma linfoepitelial (CLE) de glândulas salivares é uma neoplasia maligna (câncer) rara, caracterizada por um componente não-neoplásico linfoplasmocítico proeminente.

## Sinais e sintomas
O CLE tende a se apresentar como uma massa de consistência endurecida, de tempo variável (de meses a anos desde seu surgimento). Alguns dos pacientes podem apresentar fraqueza ou paralisia do nervo facial, mas sem alterações na audição. Mais da metade (56%) dos pacientes apresenta envolvimento de linfonodos ao diagnóstico.

## Aspectos radiográficos e histológicos
Radiograficamente, o CLE tende a se apresentar na tomografia computadorizada como uma lesão hiperdensa multilocular, usualmente homogênea, de bordas bem delimitadas ou parcialmente difusas, podendo causar reabsorção óssea de tecidos adjacentes. A lesão tende a se associar à musculatura local e ter aspecto infiltrativo. Em alguns casos observa-se degeneração cística ou calcificações. Na ultrassonografia, apresenta-se como uma lesão hipoecoica de limites bem definidos e conteúdo heterogêneo.
Histologicamente, o CLE é composto por cordões, lençóis ou ilhotas de células epiteliais não diferenciadas, separadas entre si por um estroma tumoral rico em tecido linfoide. As células epiteliais possuem citoplasma eosinofílico, núcleo vesiculado irregular de tamanho aumentado e bordas indistintas, enquanto o estroma linfoide é composto por linfócitos e plasmócitos com formação de centros germinativos.
Observa-se atividade mitótica e corpos apoptóticos, assim como pleomorfismo e formação de células fusiformes em algumas áreas. Em alguns casos pode-se encontrar queratinização, e a maior parte dos CLE está associada a sialadenite linfoepitelial.

## Causas
O CLE está associado ao vírus Epstein-Barr em até 80% dos casos. Sabe-se que o CLE é endêmico em populações do Sudeste Asiático e inuítes do Ártico (Groenlândia, Alasca, norte do Canadá), onde representa até 92% dos tumores de glândula salivar malignos.
Mutações do gene EBER1 foram descritas no CLE e são exclusivas dessa patologia.

## Epidemiologia
O CLE é raro, e representa 0,4% dos tumores malignos de glândulas salivares, e 0,8% dos tumores malignos de parótida. Afeta principalmente glândulas salivares maiores (~89%), especialmente a parótida (80%), e possui predileção por inuítes e sul asiáticos.
Possui predileção por mulheres e pacientes mais velhos, especialmente quando afeta glândulas salivares menores.

## Diagnóstico
O diagnóstico do CLE se dá por exame anatomopatológico. A hibridização in situ por fluorescência (FISH) pode ser utilizada para detectar a presença do vírus Epstein-Barr.
O diagnóstico diferencial inclui outros tumores de glândulas salivares, especialmente o tumor de Warthin, e linfoma não-Hodgkin.

## Prognóstico e tratamento
O prognóstico do CLE é usualmente favorável, com baixa taxa de recidiva ou metástase. Porém, é uma neoplasia caracterizada como de alto risco pela sua tendência de se espalhar pelos linfonodos cervicais, e os pacientes devem ser acompanhados a longo prazo.
O tratamento de escolha é a ressecção cirúrgica radical, e a maior parte dos pacientes também necessita de dissecação dos linfonodos cervicais, e a sua realização melhora o desfecho nos pacientes com linfonodo positivo. A radioterapia adjuvante pode ser utilizadas nos pacientes de alto risco (invasão marginal, invasão perineural, vascular ou linfática, envolvimento linfonodal ou histologia de alto grau). A quimioterapia é reservada para tratamento paliativo de pacientes com tumores recidivantes locais sintomáticos e/ou doença metastática não elegível à cirurgia ou radioterapia.